# グラシュティン

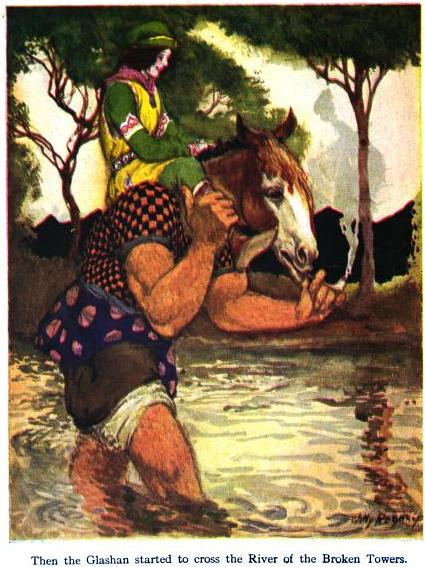
アイルランド王子を担いで川を渡るグラシャン。—ウィリー・ポガニー画、パドリック・コラムの創作民話『アイルランド王の息子』（1916年）

グラシュティンまたはグラシャン（マン島英語：glashtin, glashin; glashan）は、マン島の民間伝承につたわる伝説の妖精。
毛深いゴブリン（妖精）のようなものだとも、水馬（馬の姿をした水霊か水妖）だとも言い伝わり、二つの伝承が併存する。人に近い姿で女性を追い求めるが、掴まった女性が衣服の裾や端を切り離すか、ほどいて逃れるという話素が伝わる。より近年では、人間に変身しても馬耳が隠せない、馬形だが蹄（）が前後逆だとの伝承が明らかにされている。
さらにはグラシュティンは半牛半馬のウォーター・ブル（水棲牡牛、マン島語でタルー・ウシュタ）であるとの説明もみつかっている。

## 語形
グラシュティンというカナ表記は、井村君江の『妖精学大全』等で確認できる。
語源はケルト語系で、「小川」または「海」を意味する単語 glais （古アイルランド語の glais ） に由来する。

### ケルト語派マン島語
ケルト語派に属するマン島語においては、"Glashtin" という正規表記が、クレギーン編のマン島語辞書（1835年）に記載される。この綴りは、J・トレイン、A・W・ムーア他、19世紀のマン島民間伝承の権威が用いられている。
しかし"Glashtyn" の見出しも、ジョン・ケリーのマン島語辞典（1866年）にはみえる。マン島語 glashtin, glashtyn の発音は /ɡlaʃtʲənʲ/ である。

### 島の英語方言
一方、英語のマン島方言としては、"Glashan, glashtan, glashtin"の主項でムーア他編のマン島方言辞典（1924年）に記載されている。発音は glashtan, glashtin （/glaʃþən/）、glashan（/glaʃən/）である。
このグラシャン（"glashan"）という名称での伝承例は、 スコットランドの民話収集家J・F・キャンベルがマン島南部の離れ島カフ・オブ・マンより採集している。

## 定義
クレギーンのマン島語辞典はグラシュティンを「ゴブリン、精霊（スプライト）」を意味する男性名詞とし、ムーアの方言辞典では「毛深いゴブリン」とする；なおケリーの辞典は、水域より出現するゴブリンか幻獣であると加えている。 

### 人型か水馬型か
ところがマン島の郷土史家トレインによれば、グラシュティンは水棲馬（ウォーターホース）であり、かつては陸棲の馬に紛れ込み、混血の産駒もかつては生まれていたという。
このためA・W・ムーアは、グラシャン（グラシュティン）の両属性を訴えており、ときには毛むくじゃらなゴブリンすなわちフェノゼリーの属性、またあるときには馬すなわち水馬（カーヴァル・ウシュタの属性を持つ、との解説がなされている。ウェールズの神話学者ジョン・リース教授も同様な考察をしており、マン島の情報源に尋ねると、ある者はグラシュティンをブラウニーのような存在として語り、他の者は「夜半に湖畔に出没する灰色の若い牡馬」だと確信していた。

### 変身能力説
しかし二つの形態については、マン島のグラシュティンは、姿かたちを変身させられると仮定すれば、二つを両立させることができるようになってくる。近年の解説では、本来は馬形の妖怪だが、人間に化けることもできる、しかし≪馬のような（長くとがった）耳を隠しおおせることができない≫などとされている。
その例となる近代のおとぎ話では、漁夫の娘が、男の正体がグラシュティンであることを、その馬耳から見破っている。グラシュティンがウォーター＝ホースに化身して、女性を海に引きずり込むという言い伝えも、娘は知っていた。

### 逆のひづめ
また、馬の姿をしているものの、蹄（）が前後あべこべについているとの伝承があると、イングランド南部ウィルトシャー州出身の民間伝承に詳しい作家ラルフ・ウィットロック（1979年）が書き記している。

## 民間伝承例
グラシュティンについての最も早い記述のひとつは、ジョセフ・トレインが著したマン島史（1845年）である。
トレインは、グラシュティンを水馬（ウォーター=ホース）の一種とする一方で、マン島で有名な妖精のヴァイオリン弾き「ホム・ムール」（Hom Mooar; 英訳すると「ビッグ・トム」の意）もグラシュティンだとしている。

### 水馬として
トレインは、あるくだりではグラシュティンを「水馬」（ウォーター・ホース）だとしており、この「海棲グラシュティン」（"sea-glashtin"）は、その生息海域から出てきて、地元の陸地を駆けまわる馬たちと入り混じり、交配種の仔馬をつくるという。
先人の郷土史家ジョージ・ウォルドロンは、そのような怪馬がいると伝えていないが、同じような習性（陸棲の同種と入り交わりたがる習性）をもつ水怪牛（ウォータ＝ブル）がいると記している（以下#タルー・ウシュタ参照）。

### 色魔な魔物
ドイツの神話研究家カール・ブリントは、マン島の「グラシュティン」が「孤独な女性を襲う」ことは、シェトランド諸島のナッグル"や、スコットランドのケルピーとの共通性があると述べている。
従来の民間伝承でも、この妖精は女性に興味津々で、女性の衣服をつかんではなさず引きちぎったりするなど、女性に執拗にまとわりつく様子が描かれている。

#### 掴まれた裾端を切って逃げる
スコットランドの民俗学者J・F・ キャンベルは離れ小島のカフ・オブ・マンに住んでいる老婆から、マン島南部ので伝わる、グラシャン (glashan)という異表記の妖怪についての話を収集した。
そのうちの説話の一つによれば、島の某女性がグラシャンに追いかけられて捕まってしまい、衣服をひし、とつかんで放さないその魔物のとりこになってしまった。しかし、そいつが居眠りする間にドレスを切り離して、まんまと逃げおおせた。目を覚ましたグラシャンは、手にした切れ端をくやしそうに投げ捨て、聞き手のキャンベルには聞き取れなかったマン島語で、何か悪態をついたのだそうだ。
同種の話は、チャールズ・ローダーが採集しており、そこでは捕まった女性がエプロンの緒をゆるめてグラシュティンを振りはらい、魔物は、「（着物の）端っこ、端っこ（つかまされた）、見本きりしか自分のものにならんかった」とくやしがった。同じモチーフは、ソフィア・モリソン集の「メイ渓谷の滝のバゲイン」 にもみられる。

#### 雄鶏の時の声で退散
近年では、グラシュティンは、黒髪の容姿端麗な若者としてイメージされているようであり、宝飾品までちらつかせて乙女を陥れる存在のようである。
前述のおとぎ話「グラシュティン」（1951年）では、嵐の晩、漁夫の娘キリ・クウェイルは、黒髪の美男子に雨宿りを許したが、それがグラシュティンだったことに、男が馬の耳を見て気づいた。グラシュティンは水棲馬ウォーター=ホースに姿を変えて女性を海に連行するといういわれがある。父の帰宅も遅れており、定命ならざる者を退散させるという夜明けの訪れが待ちどおしい。グラシュティンは真珠の首飾りを見せて誘惑しはじめるが、それを拒絶すると、今度は鋭い歯をむき出しにして娘の衣服につかみかかった。とたん、嬌声をあげると、飼っている雄鶏が鳴き出して時をつくり、夜明けかと早まったグラシュティンは姿を消し、馬蹄音といななきがあがり、バシャと水の跳ねる音が聞こえた。翌朝みると、居間には濡れた海藻がその動向の軌跡をたどって落ちていた。

### ヴァイオリン弾きの妖精
トレインの主張では、妖精のヴァイオリン弾きホム・ムールもまた、グラシュティンなのだという。その例としてウォルドロンの著書にある説話を引いているが、姿の見えない音楽奏者たちにつられた男が、不思議な、「妖精の饗宴」に誘われたが、勧められた酒肴を振り切って、銀杯を手に入れた。その器は、いまでもマルー教会の聖礼典ワインのために使われている、という伝承がのこっているという。
だがトレインの引用元（ウォルドロンの著述）では、この演奏をおこなった魔物(?)のことを、とくにグラシュティンともホム・ムールだとも特定はしていない。

### お手伝い妖精
J・F・ キャンベルが老婆から収集した話では、グラシャンは放牧された羊を羊舎に集めたり、麦穂の束を解いておけば脱穀してくれる、農夫の助ける存在である。これは実際はフェノゼリーという妖精のことではないかと、前述したドイツ生まれの民俗学者ローダーが意見している。

## 類似の幻獣

### タルー・ウシュタ
タルー・ウシュタ（マン島語: tarroo-ushtey マン島語発音: [ˌtaru ˈuʃtʲə]、 マン島英語発音:[ˈtaru ˈùʃtþə]、架空の水棲の牡牛「ウォーター＝ブル」の意）。
18世紀の郷土史家ジョージ・ウォルドロンの説明によれば、島民の間で信心されている「水棲の牡牛」ウォーター＝ブルは、「水陸両生の生き物」であり、天然産の牡牛となんら姿かたちに異常はないが、これと交尾したメス（牝牛）は、形の崩れた「骨のない肉と皮の塊」しか産み落とさず、母体も出産のときに大抵死んでしまうという。ウォルドロン本人の隣人も「飼い牛の群れにはぐれ牡牛が紛れ込んだが、かの水牛ではないか」と疑い、男衆を集めてピッチフォークやらで武装して追い立てると、その牛は川に飛び込んで逃れ、ときおり嘲るように頭を浮かせていたという。後年、この水牛について、現地名のタルー・ウシュタの名で発表したのはトレインであるが、そこでグラシュティンとの比較類似性を述べている。
比較のみではなく、「グラシュティンはウォーター＝ブル（水棲牡牛）であり、半分牛で半分馬な魔物とされる」という伝承を、マン島の識者ジョン・ネルソン（1910年没）が伝え残している。

### カーヴァル・ウシュタ
カーヴァル・ウシュタ （マン島語: cabyll-ushtey, cabbyl ushtey。マン島語発音: [ˈkaːvəl ˈuʃtʲə]; [ˈkabəlˈuʃtʲə]. マン島英語発音:[ˈkāvəl ˈùʃtþə]「ウォーター・ホース」（水棲馬）の意）。
マン島が輩出した碩学アーサー・ウィリアム・ムーアも、民間伝承の著作（Folk-lore, 1891年）に手を染めたが、グラシュティンの二重性をまぬかれることはできず、一方ではそれを「毛深いゴブリンかスプライト（精霊）」の一種とし、他方ではグラシュティンとは水棲馬ウォーター=ホースまたはカーヴァル・ウシュタの別名だとした。
ムーアによれば、1859年に バリュアの谷で水馬の目撃報告が出て、近くのラムジーから一目見ようと人が殺到したが、誰も見かけることはできなかった。
また、グレンメイの滝（モリソン集にある異話では「メイ渓谷の滝」と称す場所）の伝説によれば、そこには幽霊が出没し、妖魔に殺されたのだと訴えかけるのだという。その幽霊は、生前の頃に名馬と信じていた馬をもっていたが、うっかりまたがったところ、正体はグラシュティンまたはカーヴァル・ウシュタであり、そのまま海にひきずりこまれて溺れ死んだという。
このように、人の命を奪う例もあるが、マキロップの事典などでは、カーヴァル・ウシュタはスコットランド・ゲール語民話のエッヘ・ウーシュカ（スコットランド・ゲール語: each uisge）よりも穏健な妖怪だと評している。もっとも民話実例に乏しいとも、併記されている。

## 補注
1. ↑  ムーアの死後の1924年に刊行されたソフィア・モリソン（英語版）、E・グッドウィン（英語版）との共編のマン島語辞典。
2. ↑  この /þ/ は /θ/ （"thin" の "th"の音とp. xi に解説される）
3. ↑  明言はされないが、J・F・キャンベルの"glashitin"はマン島方言か、英語での音写ととれる。じっさいにはマン島ゲール語（"Manks"）まじりの民間伝承を聴取しているが、ところどころ聞き取れなかった。よってマン島ゲール語でのテキストは起こしていない。英語で要約したのみ数例が、序文で紹介されている。
4. ↑   "a goblin, an imaginary animal which rises out of the water"（Roeder (1897)で引用されている）
5. ↑  トレインがこれと似ているという水馬タルー・ウシュタも陸牛に紛れ込み、交尾まではするのだが、まともな仔牛でなく肉の塊しか生まれない。
6. ↑  ブリッグスは、「絶滅寸前のグラシャン」をグラシュティンと区別すべきとし、前者がフェノゼリー形の精霊だと説明した[15]。しかし、前述したムーア他編のマン島方言英語辞典では、これらを区別することはせずに、併記されている[11]。
7. ↑  Mackillop (1998): "(in) human form..could not hide his horse's ears."
8. ↑  蹄があべこべな属性はシェトランドのニョグル（ナッグル（英語版））についてそういう伝承があると、ジェームス・A・テイト（英語版）が1918年に記述している[19]。
9. ↑  トレインはスコットランド出身者で、ウォルター・スコットのための故事資料調査に尽力した人物で、これはその晩年頃の作品である[20]。トレインはマン島出身者ではないので、地元の人間に資料を集めさせ、『手写本マン島迷信の委細（MS Account of Manks Superstition）』にまとめさせて使用したとする[21]。
10. ↑  単に入り交わるだけでなく、陸棲牛と交尾する部分までは似ているのであるが、ウォータ＝ブルの場合は生存力のある仔牛ではなく肉塊のようなものしか生まれない、と伝わる。ジョン・グラハム・デイリエル（英語版）もウォルドロンを引いてこのことを指摘する[27]。
11. ↑  "Rumbyl, rumbyl, cha vel ayms agh yn sampyl"が捨て台詞。 rumbyl は「スカートや縁（ボーダー）」の意[29]。だが、「（馬の）臀部」の意もあるらしい[30]。
12. ↑  スカーレット（英語版）の町のこと。
13. ↑  Kirree Quayle.
14. ↑  Hom Mooar。「ビッグ・トム」の意[33]
15. ↑  Kirk-Merlugh
16. ↑  この話は、カイトリー（トマス・カイトリー『妖精の誕生　フェアリー神話学』市場泰男 (訳)、社会思想社、1882年。にも収録されている[36]
17. ↑  マン島語発音は、このIPA表記にあるように「タルー・ウシチャ」 /ˈush-cha/ あたりのようである[40][41]。
18. ↑  別名を Cabbyl-ny-hoie といい、これは「夜の馬」を意味する[49]。
19. ↑  「水馬」については、トレインが英名しか使わなかったのを[6]、ムーアがマン島語名で発表した[53]。
20. ↑  ムーアはジェンキンソン著作より転載。ラムジー在住の農夫の妻の報告。Jenkinson (1874), pp. 151–2: "respectable farmer's wife from Ramsey told us that fifteen years ago,.."。 つまりムーアは、出版年から15年引き算して1859年としたのである。
21. ↑  "Glenmaye"だが、原文では"Glen Meay"と異表記
22. ↑  ムーアは、これら2編をいずれもジェンキンソン著作（1874年）より転載しており、ジェンキンソンはラムジー在住の農夫の妻から15年以前の事柄を取材した。ムーアは、出版年から15年逆算して1859年としたのであろう。